# Jubbada Hoose

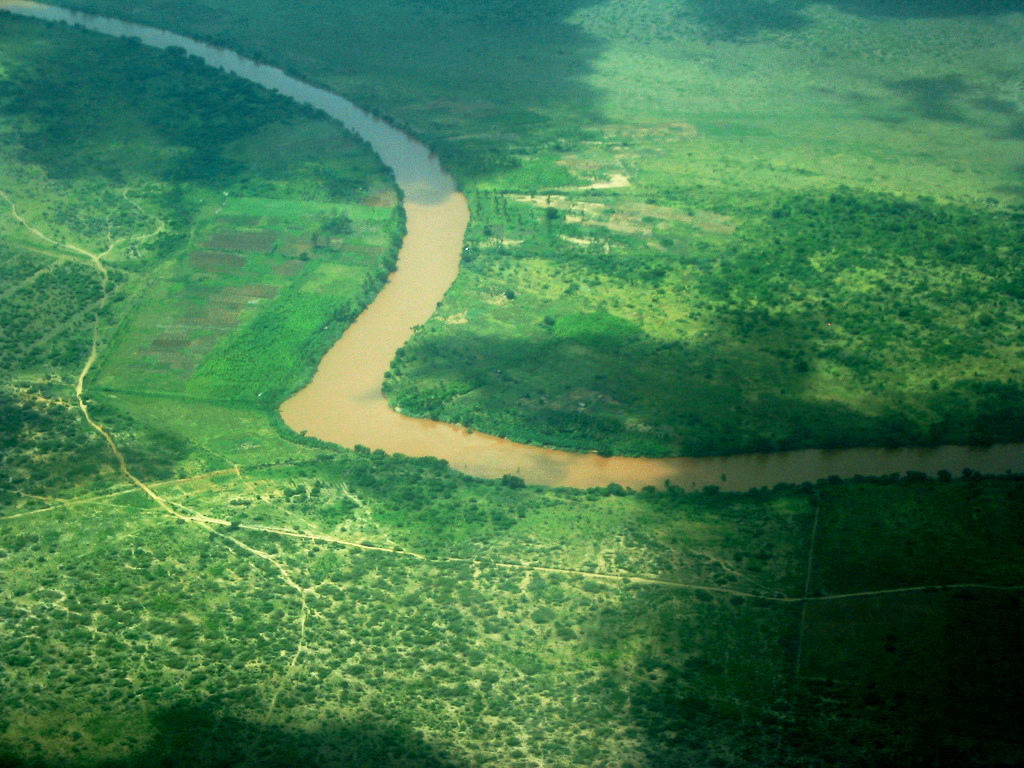
Der Jubba bei Jamaame

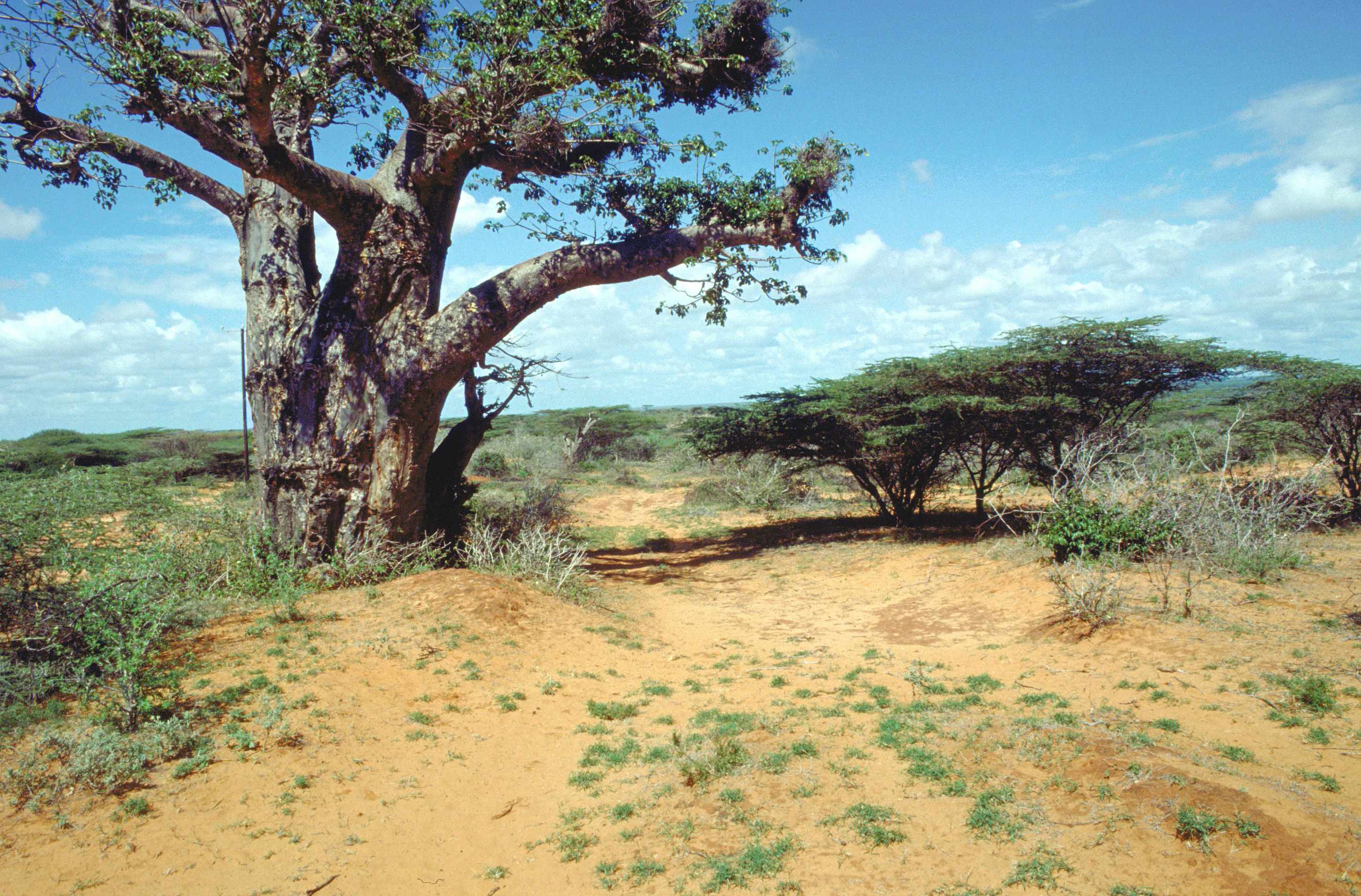
Landschaft bei Kismaayo

Jubbada Hoose (Unter-Jubba; arabisch جوبا السفلى, DMG Ǧūbbā as-Suflā) ist eine Region (gobolka) im Süden Somalias. Ihre Hauptstadt ist die Hafenstadt Kismaayo mit mehr als 256.000 Einwohnern.
Jubbada Hoose liegt im äußersten Süden Somalias, an der Grenze zu Kenia. Benannt ist die Region nach dem Fluss Jubba, welcher hier in den Indischen Ozean mündet.
Jubbada Hoose besteht aus den vier Distrikten Kismaayo, Jamaame, Afmadow und Badhaadhe. Eine weitere bedeutende Stadt ist Jamaame (192.000 Einwohner).

## Bevölkerung
Die meisten Bewohner von Jubbada Hoose gehören dem Somali-Clan der Darod an. Im Landesinneren lebt deren Subclan der Ogadeni vorwiegend nomadisch, während sich in der Stadt Kismaayo Harti-Darod niedergelassen haben. Im Gebiet Gosha am Fluss Jubba nördlich von Jamaame lebt die ethnische Minderheit der somalischen Bantu. An der Küste leben die Bajuni, die zur Swahili-Gesellschaft zählen.
Im Unterschied zu weiten Teilen Somalias ist hier die sesshafte Landwirtschaft relativ verbreitet. Nahe am Fluss betreiben die Bantu meist ausschließlich Ackerbau. In der weiteren Umgebung des Jubba wird Agropastoralismus betrieben. Im größten Teil von Jubbada Hoose, zwischen dem Jubba-Tal und der kenianischen Grenze, ist Viehzucht – mit Rindern und daneben auch Kamelen, Schafen und Ziegen – die vorherrschende Lebensgrundlage.

## Geschichte
Bis Mitte des 19. Jahrhunderts war das Binnenland westlich des Jubba von Oromo (von den Untergruppen der Orma und Borana) bewohnt, ehe diese durch nach Südwesten vordringende Somali bis in das heutige Kenia abgedrängt wurden.
In der Kolonialzeit wurde das heutige Jubbada Hoose zunächst als Teil des britischen Kenia kolonisiert. 1924 wurde es als Teil der Kolonie Oltre Giuba an Italien übertragen, 1926 wurde es mit dem übrigen Oltre Giuba an Italienisch-Somaliland angegliedert.
Im somalischen Bürgerkrieg kontrollierte vor allem die Juba-Tal-Allianz die Region, bis sie 2006 von der Union islamischer Gerichte verdrängt wurde. Anfang 2007 waren die grenznahen Gebiete in Jubbada Hoose die letzten Rückzugsgebiete der Union islamischer Gerichte, weshalb die USA im Januar 2007 Ziele in der Region bombardierten. 2008 verteilte sich die Kontrolle über die Region auf Islamisten und – teils zur Übergangsregierung Somalias loyale – lokale Clans.
2006 kam es zu Überschwemmungen am Jubba.